# Juan de Ibós Bonet
Juan de Ibós Bonet (Jaca, c. 1517 - Jaca, 1566). Notario y Justicia de la ciudad de Jaca a mediados del siglo XVI.

## Biografía
Hijo del también notario Miguel de Ibós Aznárez y de María Bonet Acín, hija a su vez de García Bonet IV, procedente de una larga dinastía jaquesa de notarios, y María de Acín Abarca, descendiente de los señores de Aruej y Garcipollera.
Fue notario entre 1540 y 1559 actuando principalmente en Jaca, donde fue el fedatario de innumerables actos y negocios jurídicos, entre ellos varios de su tío de igual nombre, canónigo de la catedral de Jaca. En marzo de 1545 el canónigo mosén Juan de Ibós requirió al notario Martín de Lasala (hermano del mercader Juan de Lasala), por no haber entregado sus protocolos notariales, siendo excomulgado por ello. El 20 de diciembre de 1546 el Concejo general de Jaca declaró inhábiles en sus oficios a Miguel de Ibós y su hijo Juan, aunque fue una medida temporal, pues posteriormente siguieron ejerciendo como notarios. 
En 1557 Juan ocupaba el cargo de Justicia de Jaca, cuando reclamó al abad de San Juan de la Peña 10.000 sueldos jaqueses  para el mantenimiento del monasterio de Santa Cruz de la Serós.
Murió antes de 1566 pues en dicho año ya se documenta a su esposa como viuda.

## Matrimonios e hijos
En 1545 contrajo matrimonio con María Sánchez de Aineto, hija de un infanzón de Zaragoza, recibiendo por dote 4.000 sueldos jaqueses y una casa en Zaragoza. Tuvieron dos hijos:
- Ana de Ibós Aineto, nacida en Jaca en torno a 1550. Se casó en 1570 con el notario jaqués Martín de Alavés, señor de San Clemente (en el valle de la Garcipollera),[8] de cuyo matrimonio nació Francisco Alavés Ibós, sucesor en el señorío.

- Juan de Ibós Aineto, nacido en Jaca en 1553.[9]